# Šafšawán
Šafšawán (Šafšawān, arabsky شفشاون‎, tamaškem ⵜⵛⴻⴼⵜⵛⴰⵡⴻⵏ, španělsky Chefchauen, Xauen, Chauen, odlišným přepisem Chefchaouen, někdy též zkráceně Chaouen) je město na severu Maroka v pohoří Ríf se přibližně 46 tisíci. Město je proslulé u turistů díky své typické modré barvě na fasádách domů, pěstování konopí v okolních horách a prodeji hašiše.

## Historie
Město bylo založeno v kraji, který místní muslimové považovali za svatý kvůli přítomnosti hrobky princem Abdessalama Ben Mchicha, svatého patrona kočovného kmene Djebeli a jednoho ze „čtyř pilířů islámu“. Jeho vážnost se v následujících stoletích prohlubovala díky místním procesím i maraboutům – „svatým“, jež vykazovali nadpřirozenou moc. Město samotné bylo založeno v roce 1471 jedním z následovníků Abdessalama – princem Rašidem (tzv. šerífem, potomkem Mohamedovým). Mělo sloužit jako tajná základna k útokům na Portugalce usazené v Ceutě a Ksaru es Seghir.
V dalších letech se počet obyvatel rozrůstal zejména o muslimské a židovské uprchlíky ze Španělska a Šafšawán se stával stále více autonomním a protievropsky zaměřeným městem. Jednu dobu dokonce představoval centrum polozávislého emirátu, pod jehož moc spadala velká část severozápadu. Tento emirát spolupracoval s wattasidskými sultány z Fesu.
Postupně však město upadalo a stal se z něj téměř izolovaný zapadákov. V roce 1920 do Šafšawánu dorazili Španělé, které zaskočila přítomnost Židů hovořících středověkou kastilštinou, čili jazykem ve Španělsku již téměř čtyři sta let mrtvým.
Před příchodem Španělů navštívili město pouze tři cizinci ze Západu – dva misijní průzkumníci (Francouz Charles de Foucauld, jenž ve městě v roce 1883 v převleku za rabína pobyl pouhou hodinu, a William Summers, kterého místní obyvatelé otrávili roku 1892) a britský novinář Walter Harris, kterého v roce 1889 inspirovala k návštěvě skutečnost, že „ani ne tři hodiny jízdy od Tangieru existuje město, do nějž je vstup křesťana považován za něco nemyslitelného“. Poté, co se jeho přítomnost rozkřikla mezi lidem, přišel o život.

## Současnost

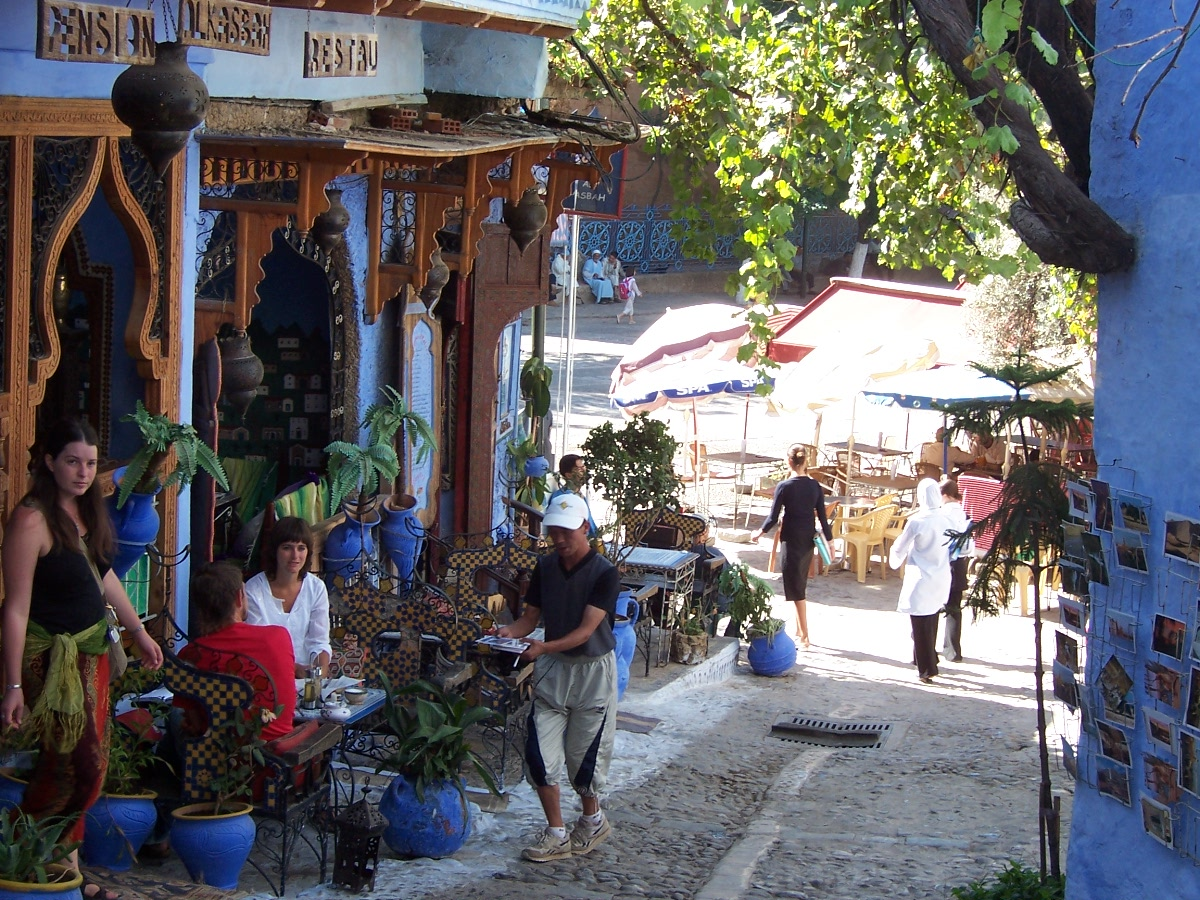
V současnosti město žije hlavně díky turismu

V současnosti žije město zejména z turismu. Šafšawán je totiž součástí populárního turistického okruhu severní částí Maroka. V ulicích je spousta stánků a obchůdků se suvenýry a pořádají se tu tradiční trhy – suqy.
Kromě tradiční bílo-modré barvy na fasádách domů přitahuje do města turisty možnost zakoupit levný hašiš, který se prodává běžně na ulicích celého města. V kopcích přilehlého Rífu lze nalézt spousty polí s konopím (kif), jež je zdrojem této drogy. Ačkoliv je v Maroku hašiš i marihuana přísně zakázány, v oblasti města Šafšawán jsou tyto drogy tolerovány.

## Architektura

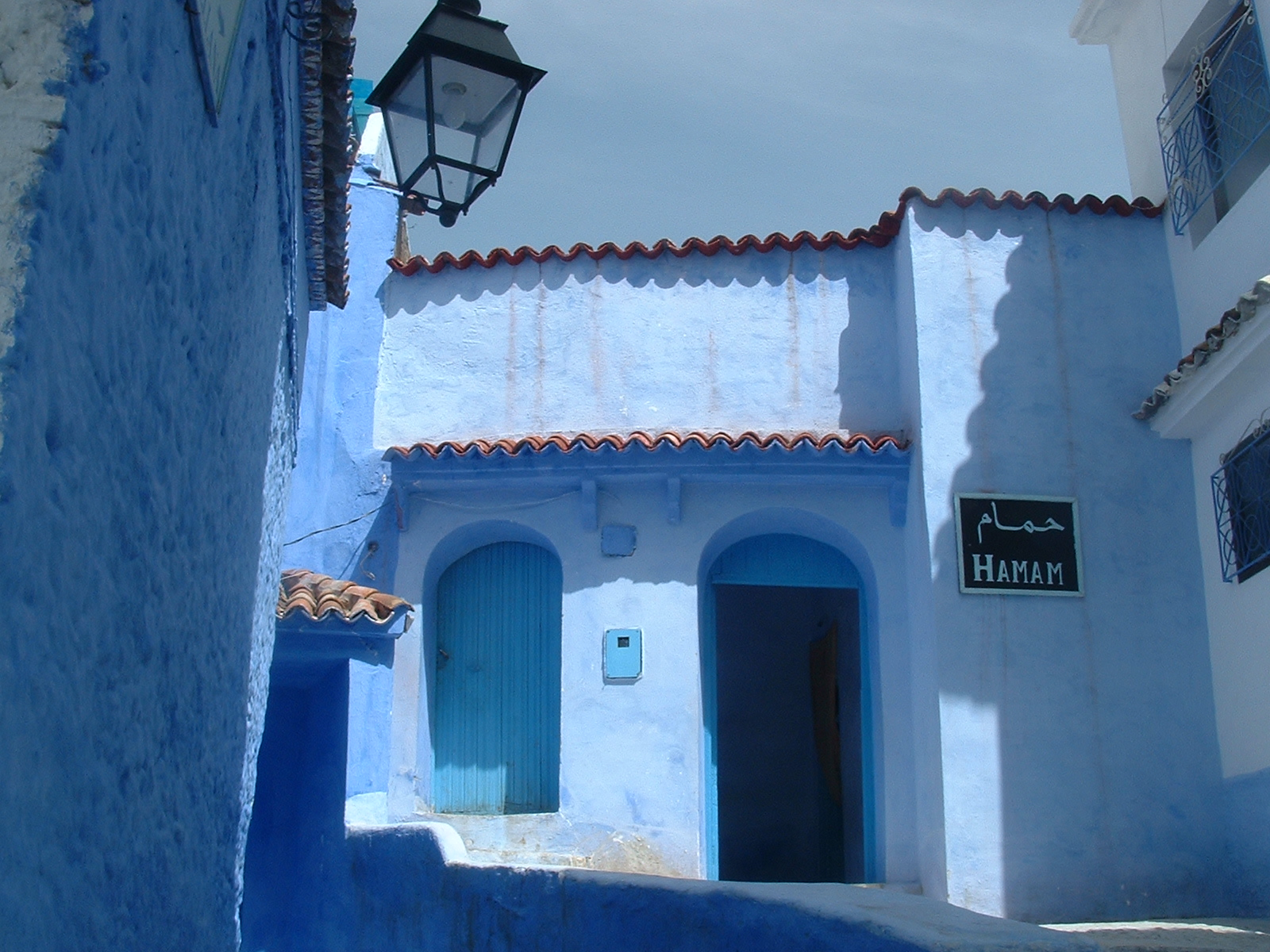
Typická modro-bílá omítka v Šafšawánu

Architektura je stejně jako ve městě Tetouan značně ovlivněna andaluským charakterem. Je o něco méně zdobná a honosná, často však stejně invenční. To, co však turisty přitahuje nejvíc, jsou bílo-modře nalíčené fasády lemované zlatavými kamennými zdmi. Střechy městských domů s širokými převisy jsou často obložené kachlíky a značně se odlišují od plochých střech ve zbytku Maroka.

## Původ jména
Původ jména je dvojité hory nad městem ech-Chaoua, což znamená rohy. Tvář tohoto panorama však zničila stavba hotelového areálu.

## Partnerská města
- Issaquah, USA
- Kchun-ming, Čína
- Ronda, Španělsko
- Testúr, Tunisko
- Vejer de la Frontera, Španělsko